# Mandojana
Mandojana (en euskera Mandoia, a veces Mandoiana) es una localidad del municipio de Vitoria, en la provincia de Álava, País Vasco (España).

## Ubicación
Incluido en la Zona Rural Noroeste de Vitoria, está dentro de la Junta Administrativa de Mandojana, Artaza y Legarda y se sitúa a los pies de la sierra de Arato, a 525 metros de altitud.

## Historia
Antigua posesión del señorío del Duque del Infantado, Mandojana fue una de las localidades que formaba parte de la Hermandad de Badayoz y, posteriormente, del municipio de Foronda, hasta la integración de éste en el de Vitoria en 1974.

## Demografía
Actualmente, la localidad cuenta con una población de 15 habitantes según el Padrón Municipal de habitantes del Ayuntamiento de Vitoria.
| Gráfica de evolución demográfica de Mandojana entre 2000 y 2018                                          |
| |
| Población (2000-2017) según los censos de población del INE. Población según el padrón municipal de 2018 |

## Monumentos
- Iglesia de San Esteban. Originalmente románica, conserva su estructura interior de dicho estilo. Destaca su retablo mayor barroco, del siglo XVIII, así como, en la capilla lateral, la sepultura del siglo XVII con figura orante de Francisco de Mandojana, caballero de Calatrava. Alberga también una pila bautismal medieval.

## Fiestas
Los vecinos son conocidos como Mandojinienses y su fiesta patronal se celebraba el 26 de diciembre (San Esteban), pero hace aproximadamente medio siglo, y debido al frío, los vecinos decidieron cambiar la fiesta al 1 de octubre ( festividad de la Virgen del Rosario).